# Deckpassage
Eine Deckpassage ist eine Übernachtung auf einem Schiff ohne einen Schlafplatz in einer Kabine.
Für eine Fahrt mit einer Fähre, die über die Nacht dauert, wird normalerweise eine Kabine oder zumindest ein Liegestuhl in einem Gemeinschaftsraum gebucht. Einige Fährlinien ermöglichen es, nur die einfache Deckpassage zu buchen und sich dann mit seinem Gepäck und einem Schlafsack in erlaubten Bereichen an Deck aufzuhalten und so die Nacht zu verbringen.
Ein Nachteil einer Deckpassage kann ein aus verschiedenen Gründen ungünstiger Übernachtungsplatz an Bord sein.
Abzugrenzen ist eine Deckpassage vom Camping an Bord, das von einigen Fährgesellschaften angeboten wird. Hierbei hält man sich in seiner eigenen Campingunterkunft (Wohnmobil oder Wohnwagen) auf und übernachtet dort. Die Übernachtung findet auf eigens dafür eingerichteten Decks statt.